# Баетан мак Ніннедо
Баетан мак Ніннедо — (ірл. — Báetán mac Ninnedo) — верховний король Ірландії.

## Біографічні відомості
Час правління: 567 рік (помер у 586 році). Походив з клану Кенел Конайл (ірл. — Cenél Conaill) — гілки північних О'Нілів (Уа Нейллів). Син Нінніда мак Дуаха (ірл. — Ninnid mac Duach), що мав вагому владу і вплив в Ірландії в 561–563 роках. Правнук Коналла Гулбана (ірл. — Conall Gulban) (помер 464 року). Він належав до гілки Кенел н-Дуах (ірл. — Cenél nDuach) як частини клану Кенел Конайл.
У результаті його приходу до влади трон верховних королів Ірландії знову повертається від клану Кенел н-Еогайн до клану Кенел Конайл. Історикам важко розмежувати правління Баетана мак Ніннедо і правління його троюрідного брата і наступника Аеда мак Айнмуйреха (ірл. — Áed mac Ainmuirech). Різний час вказується у різних літописах щодо років правління цих верховних королів Ірландії.
Але так чи інакше у їх історичності у більшості істориків не виникає сумнівів. Обидва короля включені в літопис «Балє Хунь» (ірл. — Baile Chuinn), хоча деякі історики вважають цей літопис упередженим документом. Деякі історики вважають, що він не був фактичним правителем Ірландії, а тільки юридичним. І що реальна влада тоді належала Баетану май Кайріллу (ірл. — Báetán mac Cairill) (пом. 581 року) та Далу Фіатаху (ірл. — Dal Fiatach) — королям Ольстера.
Проте в літописах зазначається, що він був при владі всього один рік. Був вбитий у 586 році Леймом (ірл. Léim) в Ейху (ірл. — Eich) за намовою Колмана Бека (ірл. — Colmán Bec) (помер у 587 році), що був з південної гілки О'Нілів (Уа Нейллів) (ірл. — Ui Neill), які теж претендували на владу верховних королів Ірландії.